# ریک (آیووا)
ریک (به انگلیسی: Rake) شهری در ایالت آیووا کشور ایالات متحده آمریکا است که جمعیت آن در سرشماری سال ۲۰۱۰ میلادی، ۲۲۵ نفر بوده‌است.